# Sumatranäktergal
Sumatranäktergal (Myiomela sumatrana) är en fågelart i familjen flugsnappare inom ordningen tättingar.

## Utseende och läte
Sumatranäktergal är en 15 cm lång tätting med skilda dräkter mellan könen. Hanen är helt blå förutom en silvervit fläck i pannan och på halssidan, den senare oftast helt dold. Honan är mattbrun ovan, undertill ljusare. Den är mycket lik närbesläktade javanäktergalen, men sumatranäktergalen är mer kortstjärtad. Hane sumatranäktergal är också mycket mörkare blå, med endast lite kontrast med svartare handpennor. Honan är tydligt mörkare, utan kastanjebruna toner. Strupen är endast något ljusare än bröst och örontäckare, utan den tydliga grå kilen hos javanäktergalen. Buken är vidare mörkare grå.
Sången hos javanäktergalen är också mycket enklare, en serie med två till fem behagliga och melankoliska toner. Sumatraträdnäktergalens är istället dubbelt så lång, en mer komplicerad och klingande ramsa med fem till åtta ljusa stigande och fallande toner som sjunker i tonhöjd på slutet, starkt påminnande om gulbukig cettia.

## Utbredning och systematik
Fågeln förekommer enbart på Sumatra i Indonesien. Den kategoriserades tidigare som underart till Myiomela diana. Den urskildes dock som egen art av tongivande International Ornithological Congress (IOC) 2021, baserat på skillnader i genetik, dräkt och läten.

### Släktestillhörighet
Tidigare inkluderades Myiomela i  Cinclidium. Flera genetiska studier visar dock att detta är felaktigt, där arterna i Myiomela är närmare släkt med blåstjärtarna i Tarsiger och rubinnäktergalarna i Calliope än med Cinclidium.

### Familjetillhörighet
Arten ansågs fram tills nyligen liksom bland andra stenskvättor, stentrastar, rödstjärtar vara små trastar. DNA-studier visar dock att de är marklevande flugsnappare (Muscicapidae) och förs därför numera till den familjen.

## Levnadssätt
Arten hittas i undervegeation i högt belägna bergsskogar, på mellan 1000 och 1500 meters höjd. Födan består av små insekter och maskar. Häckningsbiologin hos sumatranäktergalen är inte känd, men javanäktergalen häckar mellan september och maj. Boet är som en stor boll av tunna rötter, blad stjälkar, ormbunksblad och mossa som placeras intill en stig eller lågt bland trädormbunkar eller i en mossig trädstam. Där i lägger den två, bjärt skära ägg.

## Status
IUCN erkänner den ännu inte som art, varför dess hotstatus inte bestämts. Den beskrivs som fåtalig men vida spridd.